# Luís Castro (Fußballtrainer)
Luís Manuel Ribeiro Castro (* 3. September 1961 in Mondrões, Vila Real) ist ein portugiesischer Fußballtrainer. Er war von Juli 2023 bis September 2024 Trainer des saudi-arabischen Teams al-Nassr.

## Karriere
Luís Castro war in seiner Kindheit und Jugend durch eine Krankheit schwer beeinträchtigt, spielte aber als Verteidiger bei Vieirense, gefolgt von União Leiria, SL Elvas, AD Fafe und RD Águeda. In Águeda begann er auch seine Trainerkarriere, bevor er zum FC Penafiel ging.
Luís Castro wurde am 5. März 2014 vom Präsidenten des FC Porto, Jorge Nuno Pinto da Costa, zum Interimstrainer der ersten Mannschaft nominiert, nachdem der bisherige Leiter Paulo Fonseca von sich aus zurückgetreten war. Luís Castro hat als Trainer bisher nur eine Erfahrung in der Primeira Liga, als er zwischen 2004 und 2006 beim FC Penafiel Übungsleiter war. In der Saison 2013/14 war er zuvor beim FC Porto als Trainer der zweiten Mannschaft und im Jugendbereich tätig.
Nach Stationen bei Rio Ave FC, GD Chaves und Vitória Guimarães ging Castro 2019 das erste Mal ins Ausland. Zur Saison 2019/20 erhielt er einen Kontrakt bei Schachtar Donezk. Der Kontrakt erhielt eine Laufzeit über Jahre. Er ersetzte wieder Paulo Fonseca, welcher Trainer bei AS Rom geworden war. Am Ende der Saison 2019/20 konnte er mit dem Klub die Meisterschaft feiern. Nach Beendigung der Saison 2020/21 wurde sein Vertrag nicht verlängert.
Sein nächstes Engagement hatte Castro in Katar. Hier unterzeichnete er beim al-Duhail SC. Am 18. März 2022 konnte er mit dem Klub den Emir of Qatar Cup gewinnen. Wenige Tage später wurde sein Wechsel nach Brasilien zum Botafogo FR aus Rio de Janeiro bekannt. Im Juni 2023 verließ er das Land wieder, um in Saudi-Arabien zum al-Nassr FC zu wechseln. Zu dem Zeitpunkt lag Botafogo nach dem zwölften Spieltag der Série A 2023 auf Platz eins.

## Erfolge
CD Estarreja
- erceira Divisão: 2002/03

Porto B
- Segunda Liga: 2015/16

Shakhtar Donetsk
- Premjer-Liha: 2019/20

al-Duhail
- Emir of Qatar Cup: 2021/22